# Нобелевская женская инициатива
Нобелевская женская инициатива (англ. The Nobel Women's Initiative) — международная правозащитная организация, базирующаяся в Оттаве, Канада.

## История
Инициатива создана в 2006 году шестью женщинами-лауреатами Нобелевской премии мира для поддержки женских групп по всему миру в борьбе за справедливость, мир и равенство. Шестью основателями являются Ширин Эбади, Вангари Маатаи, Ригоберта Менчу, Джоди Уильямс, Мейрид Магуайр и Бетти Уильямс. Еще одна живущая на момент основания инициативы женщина-лауреат Нобелевской премии мира, Аун Сан Су Чжи, на момент создания инициативы находилась под домашним арестом. После освобождения в 2010 году она стала почетным членом.

## Концепция
Инициатива определяет «мир» как «приверженность качеству и справедливости; демократический мир, свободный от физического, экономического, культурного, политического, религиозного, сексуального и экологического насилия и постоянной угрозы этих форм насилия в отношении женщин — фактически в отношении всех человечество».

## Деятельность
Первая конференция инициативы, состоявшаяся в 2007 году, была посвящена женщинам, конфликтам и безопасности на Ближнем Востоке.